# Lohrhaupten
Lohrhaupten ist ein Ortsteil der Gemeinde Flörsbachtal im osthessischen Main-Kinzig-Kreis.

## Geografie

### Geografische Lage
Lohrhaupten liegt auf einer Höhe von 347 m über NN, 15 km südöstlich von Bad Orb, am historischen Fernhandelsweg Birkenhainer Straße. Die nahe gelegene „Bayrische Schanz“ ist ein altes Zollhaus an dieser Straße. Unweit des Ortes liegt die Hermannskoppe, mit 567 m die höchste Erhebung im hessischen Spessart.
In Lohrhaupten entspringt der Lohrbach. Er ist der Oberlauf der Lohr, die in Lohr am Main in den Main mündet.

### Geologie
Grundgestein ist hier der Buntsandstein des Spessarts.

### Nachbargemeinden
Durch die Tallage bedingt, gibt es nur zwei direkte Straßenanbindungen: zu dem Ortsteil Kempfenbrunn im Südwesten und zu Pfaffenhausen, einem Ortsteil der Gemeinde Jossgrund im Norden.
| Lettgenbrunn, 10,5 km | Pfaffenhausen, 6 km                         | Fellen, 13 km        |
| Flörsbach, 9,5 km     | Kompassrose, die auf Nachbargemeinden zeigt | Rengersbrunn, 7,5 km |
| Kempfenbrunn, 6,6 km, | Frammersbach, 8 km,                         | Ruppertshütten, 8 km |

## Ortsname

### Etymologie
Der Ortsname Lohrhaupten geht ersturkundlich (1057) auf Larahobedun zurück. Der Ortsname besteht aus dem keltischen Flussnamen Lara und dem althochdeutschen Wort hobed(un). hobed(un) bedeutet „Haupt“ bzw. übertragen auch „Quelle“. Als Bedeutung für den Ortsnamen ergibt sich daraus: Quelle der Lohr. Der Ortsname Lohrhaupten ist auch Beleg dafür, dass Lara primär stets ein Flussname war, der auf die Orte gleichen Namens wie Lohr oder auf Orte mit diesem Namensteil wie Lohrhaupten übergegangen ist. Die Orte haben also nie den Flüssen, an denen sie lagen, ihren Namen gegeben. Zur keltischen Herkunft des Flussnamens Lohr siehe Lohr (Fluss).

### Historische Namensformen
In historischen Dokumenten ist der Ort unter folgenden Ortsnamen belegt (jeweils mit dem Jahr der Erwähnung):
- 1057 Larahobedun
- 1184 Larehuptin[4]
- 1233 Larhoubten
- 1265 Larhoybeten
- 1339 Larhoubeten[5]
- 1374 Larheibten
- 1586 Lohrhaupten

## Geschichte

### Mittelalter
Die älteste erhaltene Erwähnung von Lohrhaupten stammt aus dem Jahr 1057. Die hier beurkundende Pfarrei ist somit die älteste, die im Spessart bezeugt ist. Die Kirche war dem Apostel Matthias geweiht. Die Gemeinde gehörte zur Diözese Mainz. Kirchliche Mittelbehörde war das Archidiakonat St. Peter und Alexander in Aschaffenburg, Landkapitel Rodgau. St. Peter und Alexander hatte auch das Kirchenpatronat inne.
1184 wird der Ort als „Larehuptin“ unter den Besitzungen des Stifts St. Peter und Alexander genannt. Später war die Hälfte des Ortes Kurmainzer Lehen im Besitz der Grafen von Rieneck und gehörte dort zur Zent Frammersbach. Spätestens 1333 ging Lohrhaupten dann als Erbschaft oder Mitgift von den Grafen von Rieneck an die Herren von Hanau über. Die andere Hälfte des Ortes, die sogenannte „Seulbacher Seite“ blieb mainzischer Besitz. Das Dorf war so ein Kondominat. Auf Hanauer Seite gehörte das Dorf zunächst wohl zum Amt Schwarzenfels, später zum Amt Lohrhaupten. Die Bewohner von Lohrhaupten waren in der Wald- und Viehwirtschaft tätig und bearbeiteten die kargen Spessartböden. Darüber hinaus hatte es „die Funktion eines Rastplatzes an der wichtigen überregionalen Handelsverbindung, der Birkenhainer Straße“.

### Neuzeit
1559 wurde die Reformation eingeführt, zunächst nach lutherischem Bekenntnis. 1597 führte Graf Philipp Ludwig II. von Hanau-Münzenberg eine „zweite Reformation“ in seinem Herrschaftsgebiet durch: Die Grafschaft wurde nun reformiert. 1607 trat das Stift St. Peter und Alexander das Kirchenpatronat an Kurmainz ab.
Ein großer Brand vernichtete am 9. März 1675 das gesamte Dorf inklusive der Kirche. Nur zwei Häuser überstanden die Katastrophe. Die Kirche wurde 1765 von Pfarrer Johann Heinrich Schmalberger wiedererrichtet. Verloren blieben aber alle Unterlagen über den Wiederaufbau des Dorfes nach dem Dreißigjährigen Krieg und die Entwicklung des Fuhrmannswesens, das wohl aus dem im Spessart häufig notwendigen Vorspann hervorging.
1684 fiel die Mainzer Hälfte – als Lehen von Mainz – zusammen mit dem Amt Bieber im Tausch gegen die hanauische Hälfte des ebenfalls mit Mainz gemeinschaftlichen Amtes Partenstein komplett an die Grafschaft Hanau. Auch das Kirchenpatronat ging an Hanau über.
Lohrhaupten und Kempfenbrunn bildeten bis 1701 eine gemeinsame Pfarrei, die der „Klasse“ (Dekanat) Schlüchtern zugeordnet war. Anschließend war Kempfenbrunn bis 1801 selbständig. Von 1801 bis 1834 gehörte es erneut zur Kirchengemeinde Lohrhaupten. Nach 1701 gehörte die Pfarrei zur „Klasse“ Meerholz.
Nach dem Tod des letzten Hanauer Grafen, Johann Reinhard III., fielen Dorf und Amt 1736 – zusammen mit der ganzen Grafschaft Hanau-Münzenberg – an die Landgrafschaft Hessen-Kassel, aus der 1803 das Kurfürstentum Hessen wurde. Hier wurde das Amt Lohrhaupten mit der Verwaltungsreform des Kurfürstentums Hessen von 1821 aufgelöst, Lohrhaupten kam zu dem neu gebildeten Landkreis Gelnhausen. 1866 wurde das Kurfürstentum nach dem Deutsch-Österreichischen Krieg von Preußen annektiert und Lohrhaupten kam nach dem Zweiten Weltkrieg zum Land Hessen.
Im Zuge der Gebietsreform in Hessen wurden am 1. Juli 1974 Lohrhaupten kraft Landesgesetz in die 1972 neu gegründete Gemeinde Flörsbachtal eingegliedert und der ehemalige Landkreis Gelnhausen ging im neu gebildeten Main-Kinzig-Kreis auf.

### Spuren jüdischen Lebens
Die ersten Erwähnungen jüdischer Bewohner in Lohrhaupten stammen aus der Zeit zwischen 1693 und 1717. Die Geschichte der jüdischen Gemeinde hängt mit der Birkenhainer Straße und dem Viehhandel zusammen, der von jüdischen Händlern dominiert wurde. Als Vornamen werden genannt: Abraham, Vastel, Josias, Mahnes und Gerson. Später die Familiennamen Ehrlich, Maier, Rosenthal, Stern und Strauss. Eine Zählung im Jahr 1885 ergab bei 868 Einwohnern 55 jüdische Personen. Wenig später, im Jahr 1924 waren es 20 bis 25 Personen, und 1932 nur noch 18 Bürger. Eine jüdische Gemeinde bestand in Lohrhaupten bis 1936. Sie verfügte wohl in den Anfangszeiten über einen Betsaal, später, ab 1889 über eine Synagoge, eine Mikwe und eine jüdische Elementarschule mit Lehrerwohnung. Der Bestattungsort für die Toten der Gemeinde war der Friedhof in Altengronau. Dort finden sich heute noch Grabinschriften mit dem Hinweis auf Lohrhaupten.

### Einwohnerentwicklung
Quelle: Historisches Ortslexikon
| • 1583: | 93 Huldigende                                       |
| • 1632: | 44 Dienstpflichtige, dazu 38 auf Seilbacher Seite   |
| • 1753: | 119 Haushaltungen und 1 Jude, zusammen 546 Personen |
| • 1812: | 126 Feuerstellen, 666 Seelen                        |

| Lohrhaupten: Einwohnerzahlen von 1753 bis 2021 | Lohrhaupten: Einwohnerzahlen von 1753 bis 2021 | Lohrhaupten: Einwohnerzahlen von 1753 bis 2021 | Lohrhaupten: Einwohnerzahlen von 1753 bis 2021 | Lohrhaupten: Einwohnerzahlen von 1753 bis 2021 |
| --- | ---------------------------------------------- | ---------------------------------------------- | ---------------------------------------------- | ---------------------------------------------- |
| Jahr |                                                |                                                |                                                | Einwohner                                      |
| 1753 | 1753                                           |                                                | 546                                            | 546                                            |
| 1812 | 1812                                           |                                                | 666                                            | 666                                            |
| 1834 | 1834                                           |                                                | 783                                            | 783                                            |
| 1840 | 1840                                           |                                                | 892                                            | 892                                            |
| 1846 | 1846                                           |                                                | 960                                            | 960                                            |
| 1852 | 1852                                           |                                                | 795                                            | 795                                            |
| 1858 | 1858                                           |                                                | 787                                            | 787                                            |
| 1864 | 1864                                           |                                                | 841                                            | 841                                            |
| 1871 | 1871                                           |                                                | 827                                            | 827                                            |
| 1875 | 1875                                           |                                                | 837                                            | 837                                            |
| 1885 | 1885                                           |                                                | 868                                            | 868                                            |
| 1895 | 1895                                           |                                                | 859                                            | 859                                            |
| 1905 | 1905                                           |                                                | 831                                            | 831                                            |
| 1910 | 1910                                           |                                                | 810                                            | 810                                            |
| 1925 | 1925                                           |                                                | 823                                            | 823                                            |
| 1939 | 1939                                           |                                                | 818                                            | 818                                            |
| 1946 | 1946                                           |                                                | 1.146                                          | 1.146                                          |
| 1950 | 1950                                           |                                                | 1.066                                          | 1.066                                          |
| 1956 | 1956                                           |                                                | 949                                            | 949                                            |
| 1961 | 1961                                           |                                                | 907                                            | 907                                            |
| 1967 | 1967                                           |                                                | 927                                            | 927                                            |
| 1970 | 1970                                           |                                                | 969                                            | 969                                            |
| 2011 | 2011                                           |                                                | 1.097                                          | 1.097                                          |
| 2013 | 2013                                           |                                                | 1.085                                          | 1.085                                          |
| 2017 | 2017                                           |                                                | 1.029                                          | 1.029                                          |
| 2021 | 2021                                           |                                                | 1.035                                          | 1.035                                          |
| Datenquelle: Historisches Gemeindeverzeichnis für Hessen: Die Bevölkerung der Gemeinden 1834 bis 1967. Wiesbaden: Hessisches Statistisches Landesamt, 1968. Weitere Quellen: ; Gemeinde Flörsbachtal |                                                |                                                |                                                |                                                |

### Religionszugehörigkeit
Quelle: Historisches Ortslexikon
| • 1885: | 805 evangelische (= 92,74 %), 8 katholische (= 0,92 %), 55 jüdische (= 6,34 %) Einwohner |
| • 1961: | 834 evangelische (= 91,95 %), 71 katholische (= 7,83 %) Einwohner                        |

## Infrastruktur und Wirtschaft

### Verkehrsanbindung

#### Straße
Durch den Ort verläuft die Landesstraße L 3199, sie ist nach Norden hin die Verbindung über Pfaffenhausen und Bad Orb zum Kinzigtal und südlich zu der nach Lohr führenden Bundesstraße B 276. Die Entfernung zum Autobahnanschluss Bad Orb/Wächtersbach (AS 45) der A 66, beträgt etwa 25 km.

#### Bahn
Eine Anbindung an den Bahnverkehr bietet der Bahnhof Gelnhausen und Bahnhof Wächtersbach an der Kinzigtalbahn. Die Regionalbahn, die im Stundentakt verkehrt, bindet an die ICE-Haltepunkte Fulda und Hanau bzw. Frankfurt am Main an. Der Bahnhof ist 28 km entfernt und auch mit öffentlichen Verkehrsmitteln erreichbar. Der Bahnhof Wächtersbach ist barrierefrei ausgebaut.

#### Nahverkehr
Ganzjährig verkehren die Buslinien MKK 64 und MKK 86, des KVG Main-Kinzig und schaffen öffentliche Verkehrsanschlüsse zu den andern Ortsteilen, den Nachbargemeinden und über Bad Orb bzw. Biebertal ins Kinzigtal und an die Kinzigtalbahn (Hessen) am Bahnhof Gelnhausen. Es gilt der Tarif des Rhein-Main-Verkehrsverbundes.

### Bildung

#### Kindertagesstätten
Lohrhaupten verfügt über eine Kindertagesstätte "Kindertraum", mit einem Platzangebot für 57 Kinder. Darin enthalten sind je eine Krippengruppe (12 Kinder), eine Kindergartengruppe mit (25 Kindern - ab dem 3. Lebensjahr), eine Naturgruppe (20 Kinder - ab dem 3. Lebensjahr). Weitere Kindergärten bzw. Kindertagesstätten befinden sich in den Ortsteilen.

#### Schulen

##### Grundschule
Im Ortsteil Lohrhaupten befindet sich die Wilhelm-Hauff Schule. Sie ist über Bus und Taxi mit weiteren Ortsteilen verbunden.

##### Weiterführende Schulen
Weiterführende Schulen liegen außerhalb der Gemeinde. Es sind u. a.: die Kreisrealschule Bad Orb, das Grimmelshausen-Gymnasium Gelnhausen, die Henry-Harnischfeger Schule in Bad Soden-Salmünster und die Brentano-Schule im Linsengericht.

### Mühlen
Im Ortsbereich standen zahlreiche Mühlen, die vom Wasser des Lohrbaches, des Lepgesborns, Krebsborns, Wüstenborns, Peddigesborns und der Borngasse gespeist wurden. Hierzu gehörten:
- Mühle Horbeld (auch: „Obermühle“), in den 1950er Jahren stillgelegt
- Keßlersche Mahlmühle
- Mittelmühle (auch: „Mühle Deusingen“), 1986 stillgelegt
- Ölmühle, 1929 stillgelegt. Das Mahlwerk der Mühle aus dem Jahr 1750 steht im Deutschen Museum in München.
- „Seitze“-Mühle, um 1950 stillgelegt
- Untermühle, um 1950 stillgelegt

## Wappen
| Wappen von Lohrhaupten | Blasonierung: „Im gespaltenen Schild: vorne in Gold ein grüner Wald, hinten in Rot ein silberner goldbewehrter Löwe.“ |
| Wappen von Lohrhaupten | Das Wappen wurde am 26. April 1954 durch das Hessische Innenministerium genehmigt.                                    |

## Kulturdenkmäler
Siehe: Liste der Kulturdenkmäler in Flörsbachtal-Lohrhaupten